# Euparatettix bimaculatus
Euparatettix bimaculatus is een rechtvleugelig insect uit de familie doornsprinkhanen (Tetrigidae). De wetenschappelijke naam van deze soort is voor het eerst geldig gepubliceerd in 1993 door Zheng.